# Patience (operetta)
Patience, o Bunthorne's Bride, è un'opera comica in due atti, con musiche di Arthur Sullivan e libretto di W. S. Gilbert. La prima rappresentazione ebbe luogo al teatro Opera Comique di Londra, il 23 aprile 1881, e spostata poi al nuovo Savoy Theatre il 10 ottobre 1881, dove fu il primo lavoro al mondo ad essere rappresentato in un teatro completamente illuminato con l'energia elettrica. Da quel momento in avanti, le opere comiche di Gilbert e Sullivan verranno chiamate Savoy Opera, e spettatori e interpreti di dette opere verranno chiamati scherzosamente "Savoyards"
Patience fu la sesta collaborazione, su quattordici totali, del duo Gilbert e Sullivan. Essa venne rappresentata per 578 recite, che fu la più lunga serie iniziale per un lavoro del teatro musicale, dopo l'operetta francese Les Cloches de Corneville.

## L'opera
L'opera è una satira sui movimenti artistici britannici di fine XIX secolo, quando le opere dei poeti, compositori, pittori e disegnatori di ogni specie furono prolifici, polemici e mancanti di indulgenza verso se stessi. Questo movimento artistico fu così popolare ma anche così ridicolo ed insignificante che bisognava fare della   Patienceun uso enorme.
Il concetto topico della storia riusciva così ad essere meno accessibile ad un pubblico moderno, ma gli estimatori di Gilbert e Sullivan ebbero sempre una grande simpatia per questa opera. Le produzioni moderne hanno modificato aggiornandolo il punto focale della vicenda facendo satira, di volta in volta, sui poeti hippie e sui poeti beat.
Un mito popolare considerò che il personaggio principale Bunthorne, un "poeta grassoccio", intendeva identificare lo scrittore Oscar Wilde. In ogni caso questa identificazione è retrospettiva: infatti, gli autori chiesero a Wilde di andare negli Stati Uniti per pubblicizzare il loro lavoro.
Vi è modo di credere che il personaggio di Bunthorne fu tracciato sui poeti Algernon Swinburne e Dante Gabriel Rossetti, che erano considerevolmente più famosi di Wilde nel 1881.
Rossetti fu attaccato per immoralità da Robert Williams Buchanan (sotto lo pseudonimo di Thomas Maitland) in un articolo intitolato "The Fleshly School of Poetry", pubblicato sul Contemporary Review nell'ottobre 1871. Il trucco ed i costumi adottati dal primo interprete di Bunthorne, George Grossmith, furono la giacca di velluto di Swinburne, il taglio di capelli ed il monocolo del poeta James McNeill Whistlere ed i calzoni, Patience, furono realizzati a somiglianza di quelli disegnati originariamente da Luke Fildes che avevano per didascalia: "Where are you going to, my pretty maid?"
Gilbert e Sullivan e l'impresario Richard D'Oyly Carte, erano anche i manager di Oscar Wilde. E Carte spedì Wilde, con il suo garofano verde ed i calzoni alla zuava, per illustrare agli americani il Movimento Estetico inglese e, incidentalmente, reclamizzare l'opera Patience.
Wilde fu d'accordo a presenziare ad una delle prime rappresentazioni dell'opera Patience, con relativa pubblicità realizzata da Helen Lenoir che diverrà poi la seconda moglie di D'Oyly Carte.
Gilbert originariamente concepì Patience come una storia fra due curati e le perpetue che li accudivano. L'impianto ed alcuni dialoghi furono ricavati dalla Bab ballad di Gilbert, "The Rival Curates".
Durante la scrittura del libretto, nonostante Gilbert avesse preso nota delle critiche ricevute per la satira realizzata su un ecclesiastico nell'opera The Sorcerer, inserì tranquillamente i due preti rivali. Gli esteti dissero che era un tributo allo scompiglio.
Alcuni rimasugli della Bab ballad sopravvissero nella stesura finale del libretto di Patience. Bunthorne canta a Grosvenor, «Your style is much too sanctified; your cut is too canonical!» Più tardi Grosvenor accetta di cambiare il suo stile di vita dicendo: «I do it on compulsion!» Queste sono tutte le parole usate dal reverendo Hopley Porter nella Bab ballad.